# Église de la Trinité (Bataïsk)
L’église de la Trinité (en russe : Церковь Троицы Живоначальной) est une église orthodoxe de Bataïsk (oblast de Rostov). Construite de 2000 à 2013 elle fait partie du diocèse de Rostov et Novotcherkassk.

## Histoire
Une église première église est construite de 1854 à 1864. Fermée par les autorités soviétiques au début des années 1930, elle est détruite en 1935-36,.
Lors de la seconde guerre mondiale les Allemands autorisent la reprise des services religieux dans le bâtiment de l’école paroissiale, restée intacte. Après la guerre ce bâtiment est transformé en cinéma.
Les activités religieuses reprennent en 1991 quand le cinéma est restitué à l’Église. La construction d’une nouvelle église dédié à la Trinité débute en 2000 et dure jusqu’en 2013. Les coupoles sont installées en 2003, un monument à l’apôtre André est inauguré le 27 septembre 2003 sur la place devant l’église en construction.